# Tahereh Mafi
Tahereh Mafi (* 1988) je americká spisovatelka s íránskými kořeny. Dle deníků The New York Times a USA Today je nejprodávanější autorka bydlící v Santa Monice v Kalifornii. Je známá díky své literatuře pro mládež.

## Biografie
Mafi se narodila v malém městě v Connecticutu. Je nejmladší ve své rodině a má čtyři starší bratry. Rodiče Mafi jsou přistěhovalci z Íránu. Ve věku 12 let se přestěhovala s rodinou do severní Kalifornie a ve 14 letech do Orange County.
Mafi vystudovala střední školu v Irvine v Kalifornii. Později vystudoval univerzitu v Aliso Viejo v Kalifornii. Na různých úrovních ovládá osm různých jazyků. Jeden semestr studovala v zahraničí v Barceloně ve Španělsku. Během této cesty měla možnost plně uplatnit znalost španělského jazyka.
Předtím, než napsala svůj první román Jsem roztříštěná, Mafi uvedla, že napsala pět rukopisů, aby lépe pochopila, jakým způsobem psát knihu.
Jsem roztříštěná byl její první román, vydaný dne 15. listopadu 2011. Dále byly vydány romány Jsem zlomená (vydáno 5. února 2013) a Jsem rozohněná (vydáno dne 4. února 2014). Mafi vydala také dvě e-knihy, které navazují na sérii Roztříštěná; Destroy Me a Fracture Me. Filmová práva k sérii Roztříštěná byla zakoupena společností 20th Century Fox.

## Současnost
Mafi žije v současné době v Santa Monice v Kalifornii, kde se i nadále věnuje psaní. V roce 2013 se vdala za amerického spisovatele Ransoma Riggse.

### SérieRoztříštěná
Série obsahuje 6 hlavních knih, z toho byly do češtiny přeloženy první tři. Obě trilogie doplňuje dalších 5 novel (původně vydávané pouze jako e-knihy), jež některé sledují příběh i z pohledu vedlejších postav.
- 1. Jsem roztříštěná (2011)
  - 1.5. Destroy Me (2012) (anglicky)
- 2. Jsem zlomená (2013)
  - 2.5. Fracture Me (2013) (anglicky)
- 3. Jsem rozohněná (2014)
- 4. Restore Me (2018) (anglicky)
  - 4.5. Shadow Me (2019) (anglicky)
- 5. Defy Me (2019) (anglicky)
  - 5.5. Reveal Me (2019) (anglicky)
- 6. Imagine Me (2020) (anglicky)
  - 6.5. Believe Me (2020) (anglicky)

### SérieFurthermore
- Furthermore (2016) (anglicky)
- Whichwood (2017) (anglicky)

### Další díla
- A Very Large Expanse of Sea (2018) (anglicky)
- This Woven Kingdom (2022) (anglicky)